# Barnafejű halkapó
A barnafejű halkapó (Halcyon albiventris) a madarak osztályának szalakótaalakúak (Coraciiformes) rendjébe és a jégmadárfélék (Alcedinidae) családjába tartozó faj.

## Rendszerezése
A fajt Giovanni Antonio Scopoli olasz ornitológus írta le 1786-ban, az Alcedo nembe Alcedo albiventris néven.

## Alfajai
- Halcyon albiventris albiventris (Scopoli, 1786)
- Halcyon albiventris orientalis W. Peters, 1868
- Halcyon albiventris prentissgrayi Bowen, 1930
- Halcyon albiventris vociferans Clancey, 1952[2]

## Előfordulása
Afrikában, Angola, Botswana, a Kongói Demokratikus Köztársaság, a Kongói Köztársaság, Gabon, Kenya, Malawi, Mozambik, Namíbia, Szomália, a Dél-afrikai Köztársaság, Szváziföld, Tanzánia, Zambia és Zimbabwe területén honos. 
Természetes élőhelyei a szubtrópusi és trópusi síkvidéki és hegyi esőerdők, lombhullató erdők, szavannák, cserjések, folyók és patakok környékén, valamint szántóföldek, ültetvények, vidéki kertek és városi régiók. Állandó, nem vonuló faj.

## Megjelenése
Testhossza 22 centiméter, testtömege 48–58 gramm.
|  |  |

## Életmódja
Tápláléka halakból, rákokból, garnélákból és egyéb vízi állatokból áll, de megeszi a lepkéket, méheket, darazsakat, sáskákat és a hangyákat is.

## Szaporodása
Fészekalja 4-5 tojásból áll.

## Természetvédelmi helyzete
Az elterjedési területe rendkívül nagy, egyedszáma pedig stabil. A Természetvédelmi Világszövetség Vörös listáján nem fenyegetett fajként szerepel.